# Alexandrine von Preußen (1842–1906)

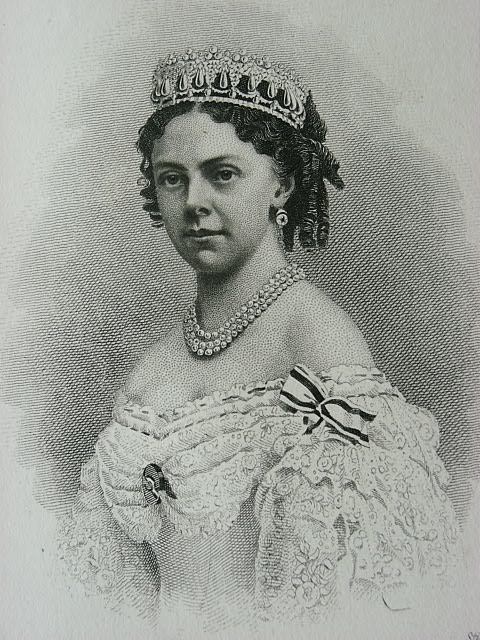
Prinzessin Alexandrine von Preußen

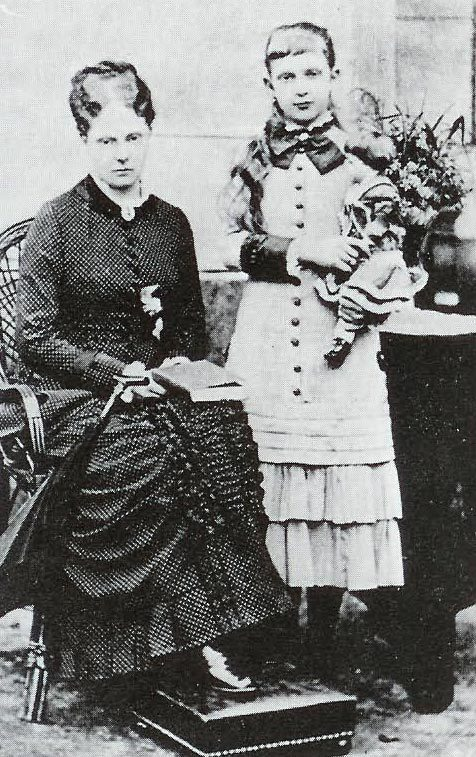
Alexandrine mit ihrer Schwester Charlotte (links), 1853

Prinzessin Friederike Wilhelmine Luise Elisabeth Alexandrine von Preußen (* 1. Februar 1842 in Berlin; † 26. März 1906 auf Schloss Marly in Potsdam) war ein Mitglied des Hauses Hohenzollern und durch Heirat Herzogin zu Mecklenburg [-Schwerin].

## Leben

### Kindheit
Alexandrine, genannt „Addy“, wurde als zweite Tochter von Prinz Albrecht von Preußen und dessen Frau Marianne von Oranien-Nassau geboren. Sie wurde nach der Tante väterlicherseits benannt, Großherzogin Alexandrine von Mecklenburg [-Schwerin]. Sie hatte noch zwei ältere Geschwister, Prinzessin Charlotte, die später Erbprinzessin von Sachsen-Meiningen wurde, und Prinz Albrecht. 
Alexandrine war sieben Jahre alt, als der preußische und der niederländische Hof 1849 der Scheidung ihrer Eltern Marianne und Albrecht zustimmten. Marianne hatte Albrecht 1845 verlassen, weil er ein nicht standesgemäßes außereheliches Verhältnis mit Rosalie von Rauch, Tochter des preußischen Kriegsministers Gustav von Rauch, eingegangen war. Die beiden heirateten 1853  morganatisch mit Unterstützung ihres Schwagers Georg und ihrer Schwester Charlotte; Rosalie von Rauch wurde zur Gräfin von Hohenau erhoben. Das Ehepaar bezog das für sie errichtete Schloss Albrechtsberg in Dresden. Aus der zweiten Ehe des Vaters gingen die beiden  Söhne Wilhelm und Friedrich hervor, beide Grafen von Hohenau.
Alexandrines Mutter Marianne begann 1848 eine nicht standesgemäße Liebesbeziehung mit ihrem Kutscher, Reisebegleiter und späteren Kabinettssekretär Johannes van Rossum, die ebenfalls ein Leben lang bestehen blieb. 1849 bekam Alexandrine einen weiteren Halbbruder, Johann Wilhelm von Reinhartshausen (1849–1861), den unehelichen Sohn ihrer Mutter und Johannes van Rossums.
So hatte das junge Mädchen eine schwierige Kindheit und verbrachte viel Zeit mit ihrem kinderlosen Onkel König Friedrich Wilhelm IV. von Preußen und dessen Frau Königin Elisabeth. Diese luden Alexandrine ein, bei ihnen zu leben, und behandelten sie wie ihre eigene Tochter.

### Mögliche Heiratskandidaten
Alexandrine galt früh als potentielle Ehefrau für den Prinzen Albert Edward, den späteren König Edward VII. von Großbritannien und Irland. Edwards Schwester Victoria, die Kronprinzessin von Preußen, hielt Alexandrine für jedoch „nicht schön und klug genug“. Trotz ihrer Kommentare hatte Victoria eine Schwäche für Alexandrine, wie sie an ihre Mutter Queen Victoria schrieb; Alexandrine sei ein ausgezeichnetes Mädchen und würde hier viel bewundert werden. Victoria versuchte außerdem, sie mit dem wesentlich älteren George, 2. Duke of Cambridge zu verheiraten, was ebenso scheiterte.

### Heirat

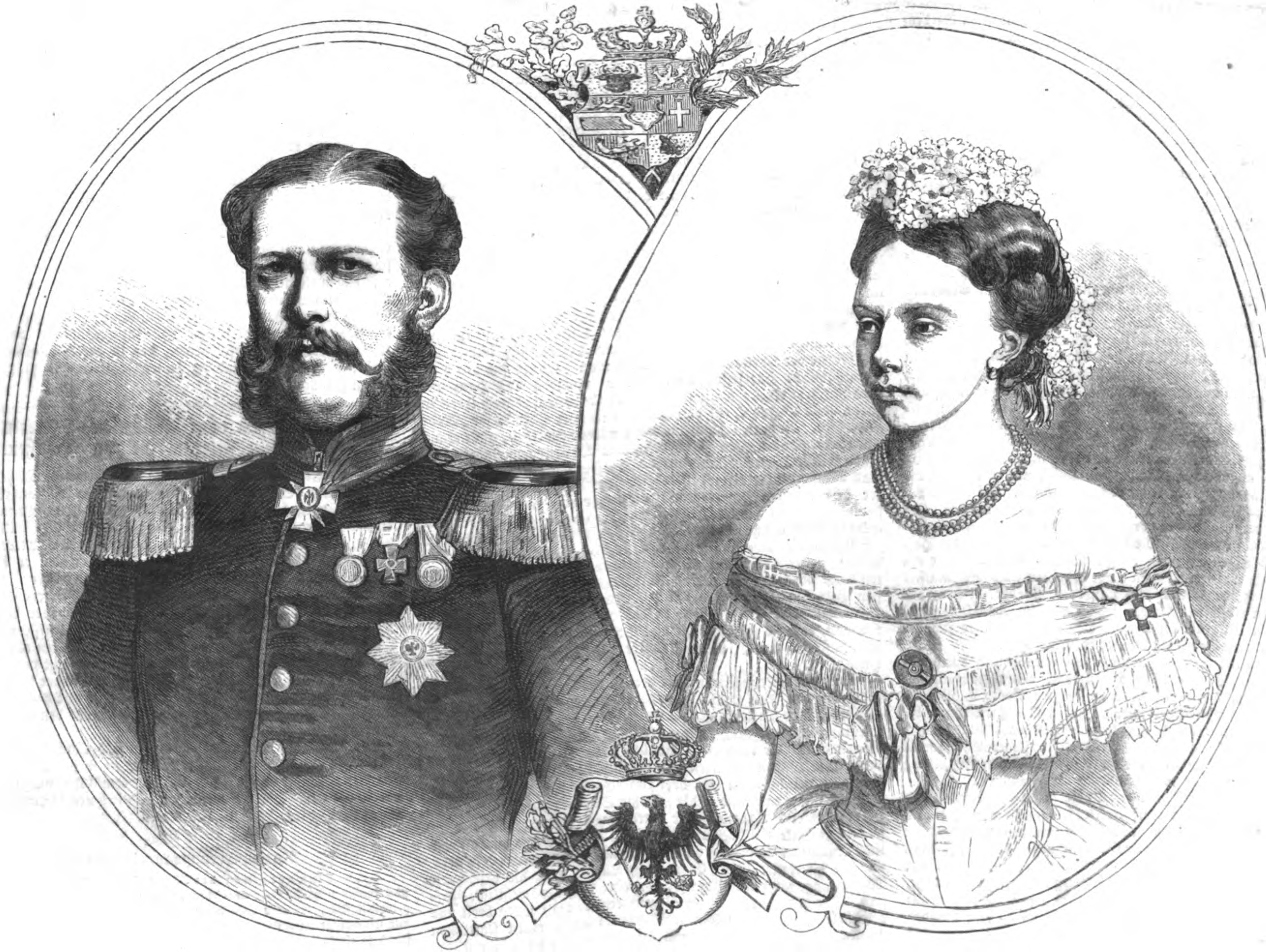
Herzog Wilhelm von Mecklenburg-Schwerin und Prinzessin Alexandrine von Preußen

Am 9. Dezember 1865 heiratete Alexandrine ihren knapp 15 Jahre älteren Cousin Herzog Wilhelm von Mecklenburg [-Schwerin] (1827–1879), Sohn von Paul Friedrich, Großherzog von Mecklenburg und ihrer Tante Alexandrine. Obwohl die Ehe finanzielle Sicherheit für die Zukunft bedeutete, war es für sie sicherlich keine Liebesheirat. Zudem galt der Bräutigam als notorischer Spieler und Verschwender. In Berlin gab man ihm den Spitznamen „Prinz Schnaps“. Kronprinzessin Victoria beschrieb die Feierlichkeiten in einem Brief an ihre Mutter:
„Die Hochzeit wurde mit größter Pracht gefeiert, hatte aber etwas von einer Beerdigung. Nichts Festliches. Das einzige was einen angenehmen Eindruck auf mich gemacht hat, war die liebe Addy (Alexandrine) selbst. Obwohl sie die ganze Zeit weinte, hatte sie eine so würdevolle und berührende Erscheinung, die ich nie gesehen habe. Sie anzusehen, alles mit dieser vollkommensten Haltung. Ich sah nicht einmal ein Lächeln von ihr. Sie sah nicht ein bisschen aus wie eine Braut, aber ich muss sagen, sehr elegant und vornehm. Der Bräutigam sah so böse aus wie möglich die ganze Zeit. Ich suchte vergeblich nach einer Spur von Weichheit der Gefühle.“

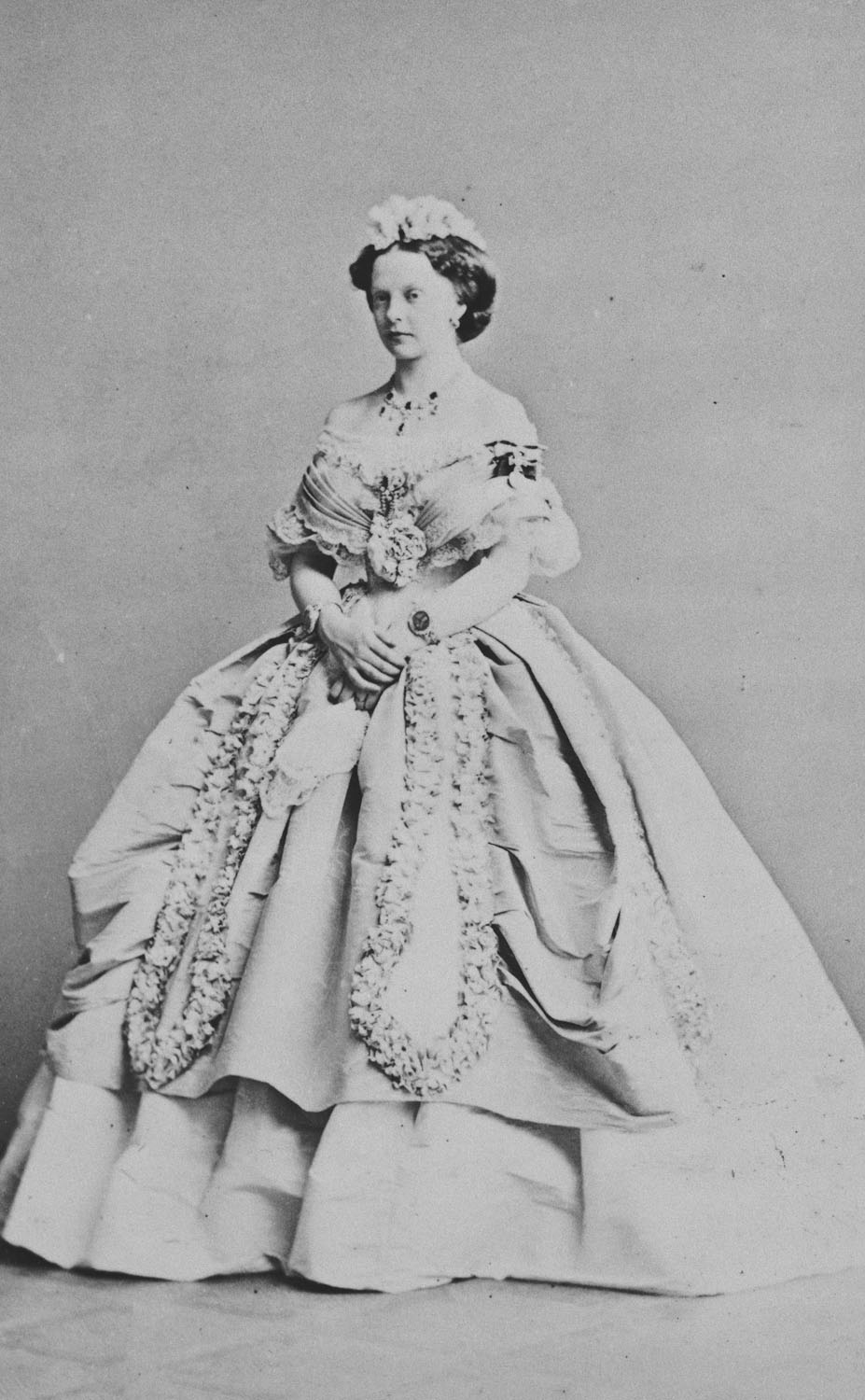
Prinzessin Alexandrine (1867)

### Ehe und späteres Leben
Wilhelms älterer Bruder Friedrich Franz hatte bereits viele Kinder aus zwei Ehen, sodass es unwahrscheinlich war, dass die zukünftigen Nachkommen von Wilhelm und Alexandrine einen Anspruch auf den Thron von Mecklenburg haben würden.
Das Paar lebte vornehmlich auf Schloss Bellevue in Berlin. Alexandrine sah wenig von der Heimat ihres Mannes. Die Ehe der beiden war so unglücklich, dass Alexandrine mehrmals versuchte, zu entkommen. Nur auf Druck ihrer mächtigen Tante konnte sie zurückgedrängt werden. Im Deutsch-Französischen Krieg von 1870 bis 1871 kommandierte Wilhelm die 6. Kavallerie-Division. Er wurde bei einem Kampf bei Vionville durch eine Explosion schwer verletzt, lebte aber noch bis 1879.
Nach dem Tod ihres Mannes widmete sich Alexandrine ganz ihrer 1868 geborenen Tochter Charlotte. Sie nahm nur noch wenig am öffentlichen Geschehen teil und lebte bis an ihr Lebensende sehr zurückgezogen. Alexandrine starb am 26. März 1906 im „Schloss Marly“ genannten Kavaliershaus an der Friedenskirche in Potsdam im Alter von 64 Jahren.

## Nachkommen
- Charlotte, Herzogin zu Mecklenburg [-Schwerin] (* 7. November 1868; † 20. Dezember 1944) ⚭ 1886 Prinz Heinrich XVIII. Reuß zu Köstritz (1847-1911), zuletzt General der Kavallerie.

Sie hatten drei Söhne:
Heinrich XXXVII. (1888-1964)

Heinrich XXXVIII. (1889-1918)
Heinrich XLII. (1892-1949)